# إبراهيم زافور
إبراهيم زافور، من مواليد 30 نوفمبر 1977 في تيزي وزو في الجزائر، لاعب كرة قدم جزائري.

## مسيرته الكروية
بدأ مسيرته الكروية مع نادي شبيبة القبائل في عام 1998، ولعب معهم حتى عام 2005، وفي موسم 2005/2006 انتقل إلى نادي السيلية القطري، وفي عام 2006 عاد إلى النادي القبائلي.
و هو يلعب مع منتخب الجزائر لكرة القدم منذ عام 1998.

## روابط خارجية
- إبراهيم زافور على موقع قاعدة بيانات كرة القدم.إي يو (الإنجليزية)
- إبراهيم زافور على موقع ناشيونال فوتبول تيمز (الإنجليزية)
- إبراهيم زافور على موقع كووورة